# Огюст Адольф Бійо
Огюст Адольф Марі Бійо (фр. Adolphe Augustin Marie Billault, застар. Білло; (12 листопада 1805 , Ванн  — 13 жовтня 1863 , Басс-Гулен )) — французький політичний діяч, прем'єр-міністр Франції у 1863 році й адвокат.

## Біографія
Вивчав право в Ренні й оселився потім як адвокат у Ланті, де швидко набув популярності та значущості. У 1837 році його обрали до палати депутатів. Виступивши спочатку з різкою промовою проти міністерських підступів і підкупів під час виборів, він приєднався до опозиції. З того часу Бійо часто виступав як оратор.
Примкнувши до партії Тьєра, у 1838 році його обрали секретарем комісії з вивчення залізничного питання, потім працював юрисконсультом герцога Омальського і в кабінеті Тьєра. 1840 року отримав призначення помічником статс-секретаря. Після падіння цього міністерства у жовтні 1840 року, Бійо знову почав займатися у Парижі адвокатурою. В палаті депутатів він приєднався до опозиції, але потім зблизився з міністерською партією і навіть зійшовся з нею на думці у питанні щодо іспанських шлюбів.
Обраний після Лютневої революції в установчі збори (від департаменту Нижньої Луари), він тримався помірно-демократичної партії та подав голос за вигнання Орлеанів і проти системи двох палат. У цей час він приєднався до президента Наполеона, і хоча йому не вдалося відразу ж проникнути в законодавчі збори, але після державного перевороту у Франції 2 грудня 1851 року він виставив свою кандидатуру в Арієзькому департаменті. За сприяння влади Бійо обрали депутатом, причому призначено Наполеоном першим президентом законодавчого корпусу.

На цій посаді він сприяв відновленню Другої французької імперії, а 23 липня 1854 року змінив Персіньї на посаді міністра внутрішніх справ. 4 грудня 1854 року став сенатором. Після замаху Орсіні (14 січня 1858 року), він мав поступитися у лютому своїм портфелем генералу Еспінасу, але вже 3 листопада 1859 року знову обійняв посаду міністра внутрішніх справ замість герцога Падуанського (фр. Ernest Arrighi de Casanova). Наприкінці 1860 року Бійо, призначений міністром без портфеля, мав виступити захисником політики імператора перед законодавчим корпусом. Це доручення він виконав дуже успішно. 
Згідно з ЕСБЕ:
Разом з Руе і Барошем він належав до найбільш промовистих ораторів і найвибагливіших політичних діячів Другої імперії.